# Silâhdar Fındıklılı Mehmed Ağa
Der Chronist Mehmed, genannt Silâhdar Fındıklılı Mehmed Ağa (* 1658; † 1723) stammt aus Fındıklı, einem Vorort von Istanbul. Er ist ein osmanischer Historiograph, sein Hauptwerk ist die Geschichte des Silâhdar.

## Leben und Werk
Mehmed hatte sich bereits als Page am Sultanshof einen Namen als Geschichtsschreiber gemacht. Von Sultan Mustafa II. erhielt er den Auftrag, ein Buch zu schreiben, Inhalt sollte die Regierungszeit des Sultans unter dem Titel nusratname (dt. "Siegesbuch") sein. Er wurde zum Turbanbewahrer und unter Sultan Ahmed III. zum Silâhdar / سلحدار (arabisch سلاح, DMG silāḥ ‚Waffe‘, persisch دار -dâr, ‚Bewahrer‘, also dt. „Waffenträger“) ernannt. Daher wird er seither Silâhdar Fındıklılı Mehmed Ağa und sein wichtiges Werk einfach "Geschichte des Silâhdar" genannt. 
Über den ursprünglichen Rahmen hinausgehend, komprimiert und kommentiert er in diesem Werk  Berichte anderer Chronisten, die er mit Zusätzen aus meist nicht genannten Quellen ergänzt. Doch wird manchmal auch der unveränderte Wortlaut wiedergegeben, z. B. beim Bericht des Großbotschafters Kara Mehmed Pascha, der 1665 am kaiserlichen Hof in Wien war (im Band I der Geschichte). Hat Evliya Çelebi dies im Band VII seines Reisebuches Seyâhatnâmesi mit vielen weiteren Informationen über Land und Leute verbunden, so beschränkt sich der Silâhdar auf den politischen Bericht des Botschafters.
“Darauf antworteten wir, dass unser Herr, der großmächtige und hocherhabene, weltbeschützende Padischah uns diese Trommeln und Banner geschenkt und uns im Sinne des Freundschaftsverhältnisses entsandt habe; wenn wir also nicht nach osmanischer Weise einziehen dürften, wo bleibe dann die Freundschaft? [...] im übrigen dächten wir nicht daran, auf irgend eine andere Weise in Wien einzuziehen.”
Auch den Feldzug Kara Mustafas gegen Wien beschreibt er nach dem Tagebuch des Zeremonienmeisters. Dieses Buch hat er gestrafft, indem er ihm unwichtig erschienene Stellen eliminierte, vor allem die wiederholten Anrufungen Allahs mit der Bitte um den Sieg. Der Silâhdar steht der Person Kara Mustafas und seiner Feldherrnkunst im Gegensatz zum Zeremonienmeister auf Grund des zeitlichen Abstandes und des Wissens um das Ergebnis des Feldzuges sehr kritisch gegenüber.